# Shwepyitha – Pyay – Kyaw Zwa
Shwepyitha – Pyay – Kyaw Zwa – газопровідна система, яка сформувалась для обслуговування центрального нафтогазовидобувного району М’янми.
У 1960-х роках в центральній частині долини Іраваді знайшли ряд нафтогазових родовищ – Myanaung, Pyay, Shwepyitha. Їх розробка почалась з Myanaung, поряд з яким в 1975-му запустили ТЕС потужністю 35 МВт і від якого того ж року проклали у північному напрямку газопровід довжиною 22 км та діаметром 200 мм до К’янкін, де ввели в дію цементний завод. В 1977-му до Myanaung вивели від розташованого південніше Shwepyitha газопровід завдовжки 22 км з діаметром 250 мм, а в 1985-му до К’янкін під’єднали трубопровід довжиною 14 км та діаметром 250 мм від розташованого північніше родовища Htantabin. Крім того, в 1986-му напрямок Myanaung – К’янкін підсилили ще однією ниткою завдовжки 18 км зі змінним діаметром 250/200/150мм.
Видачу продукції з Pyay організували в 1981/1984 роках, коли спорудили звідси дві ділянки газопроводу сукупною протяжністю 82 км та діаметром 250 мм, що прямують на північ через Shwe Taung (тут з 1982-го працює ТЕС потужністю 55 МВт) до заводу азотних добрив у Kyaw Zwa (став до ладу в 1985-му).
У 1994-му описані вище два блоки газопроводів з’єднали за допомогою перемички Pyay – Htantabin завдовжки 15 км  з діаметром 250 мм. Таким чином, у центральному нафтогазовидобувному регіоні виник ланцюжок газопроводів Shwepyitha – Myanaung – К’янкін – Htantabin – П'ї (Pyay) – Kyaw Zwa  сукупною протяжністю 153 км.
В 1999 році через П'ї пройшов газопровід Ап’яук – К'яуксе, що сполучив центральний регіон країни із районом Янгону, а з 2014-го року також із газопроводом М’янма – Китай, який транспортує продукцію офшорного родовища, виявленого у Бенгальській затоці.
Також можливо відзначити, що створені державою м’янмарські підприємства регулярно потрапляють у важке становище, зокрема, на початку 2010-х не зафіксовано споживання газу заводом добрив у Kyaw Zwa.